# Древесный каркас
Древесный k-каркас (или просто k-каркас) графа {\displaystyle G} — это остовное поддерево {\displaystyle T} графа {\displaystyle G}, в котором расстояние между любой парой вершин не превосходит {\displaystyle k}-кратного расстояния в графе {\displaystyle G}.

## Известные результаты
Имеется несколько статей по теме древесных каркасов. Одну из них под заглавием Tree Spanners (Древесные Каркасы) написали математики Лейчжень Кай и Дерек Корнил, которые исследовали теоретические и алгоритмические проблемы, связанные с древесными каркасами. Некоторые из выводов этой статьи приведены ниже. Ниже {\displaystyle n} везде обозначает число вершин графа, а {\displaystyle m} является числом рёбер.
1. Древесный 1-каркас, если существует, является наименьшим остовным деревом и может быть найден за время {\displaystyle {\mathcal {O}}(m\log \beta (m,n))} (в терминах сложности) для взвешенных графов, где {\displaystyle \beta (m,n)=\min \left\{i\mid \log ^{i}n\leqslant m/n\right\}}. Более того, любой древесный 1-каркас взвешенного графа, если существует, содержит единственное минимальное остовное дерево.
2. Древесный 2-каркас может быть построен за линейное время {\displaystyle {\mathcal {O}}(m+n)}, а задача нахождения древесного {\displaystyle t}-каркаса является NP-полной для любого фиксированного целого {\displaystyle t>3}.
3. Сложность нахождения наименьшего древесного каркаса в орграфе равна {\displaystyle {\mathcal {O}}((m+n)\cdot \alpha (m+n,n))}, где {\displaystyle \alpha (m+n,n)} является функцией, обратной функции Аккермана.
4. Наименьший древесный 1-каркас взвешенного графа может быть найден за время {\displaystyle {\mathcal {O}}(mn+n^{2}\log(n))}.
5. Для любого фиксированного рационального числа {\displaystyle t>1} определение, содержит ли взвешенный граф древесный 1-каркас, является NP-полной задачей, даже если все веса рёбер заданы как целые положительные числа.
6. Орграф содержит максимум одни древесный каркас.
7. Квазидревесный каркас взвешенного орграфа может быть найден за время {\displaystyle {\mathcal {O}}(m\log \beta (m,n))} time.